# Nemoria astraea
Nemoria astraea är en fjärilsart som beskrevs av Druce 1892. Nemoria astraea ingår i släktet Nemoria och familjen mätare. Inga underarter finns listade i Catalogue of Life.